# 武田淳
武田 淳（たけだ じゅん、1959年 - ）は、日本の大学教授。横浜国立大学大学院工学研究院教授。専門は、超高速レーザー分光、光物性。フェムト秒レーザーを用いた新規レーザー分光技術の開発と光誘起現象の光制御の研究を行っている。

## 人物・経歴
宮城県仙台第一高等学校卒業。1984年、上智大学理工学部物理学科卒業。1988年、東北大学大学院理学研究科博士課程物理学専攻修了、博士（理学）。横浜国立大学工学部助手・講師・助教授、同大学大学院工学研究院助教授を経て、同大学院教授。専門は、超高速レーザー分光、光物性。フェムト秒レーザーを用いた新規レーザー分光技術の開発と光誘起現象の光制御の研究を行っている。
日本学術振興会特別研究員、マサチューセッツ工科大学客員研究員、フロリダ大学客員教授、東北大学電気通信研究所客員教授、大阪大学先端イノベーションセンター招へい教授、大阪府立大学理学系研究科非常勤講師、熊本大学大学院自然科学研究科非常勤講師、理化学研究所表面界面科学研究室客員研究員、理化学研究所表面界面科学研究室客員主幹研究員、大阪市立大学理学研究科非常勤講師を歴任。
2011年、横浜国立大学ベストティーチャー賞。2015年、日本学術振興会平成27年度科研費審査委員表彰。2018年、日本学術振興会特別研究員等審査会専門委員表彰。